# Іван Кампо
Іван Кампо Рамос (ісп. Iván Campo Ramos, нар. 21 лютого 1974, Сан-Себастьян) — іспанський футболіст, що грав на позиції захисника та півзахисника. Виступав за низку іспанських та англійських клубів та, наприкінці кар'єри за кіпріотський «АЕК», а також національну збірну Іспанії.

## Клубна кар'єра
У дорослому футболі дебютував 1992 року виступами за команду клубу «Логроньєс», в якій провів два сезони. Згодом з 1993 по 1998 рік грав у складі команд клубів «Алавес», «Валенсія», «Реал Вальядолід» та «Мальорка».
Своєю грою за останню команду привернув увагу представників тренерського штабу клубу «Реал Мадрид», до складу якого приєднався 1998 року. Відіграв за королівський клуб наступні п'ять сезонів своєї ігрової кар'єри.
Протягом 2002—2009 років захищав кольори англійських клубів «Болтон Вондерерз» та «Іпсвіч Таун».
Завершив професійну ігрову кар'єру у клубі АЕК (Ларнака), за команду якого виступав протягом сезону 2009—2010.

## Виступи за збірну
1998 року дебютував в офіційних матчах у складі національної збірної Іспанії. Протягом кар'єри у національній команді, яка тривала усього 3 роки, провів у формі головної команди країни лише 4 матчі.
У складі збірної був учасником чемпіонату світу 1998 року у Франції.

## Досягнення
- Чемпіон Іспанії: 2000—01
- Переможець Ліги Чемпіонів УЄФА: 1999—00, 2001—02
- Володар Міжконтинентального кубка: 1998